# Князя Януша (станція метро)
52°14′20.76″ пн. ш. 20°56′39.12″ сх. д. / 52.2391000° пн. ш. 20.9442000° сх. д.
Князя Януша  (пол. Księcia Janusza) —станція Другої лінії Варшавського метро. Відкрита 4 квітня 2020, у складі черги Рондо Дашинськєґо — Князя Януша.. Розташована під рогом вулиць Гурчевська та Князя Януша, у дільниці Воля.
Колонна двопрогінна станція мілкого закладення, з острівною платформою 11 м завширшки і 120 м завдовжки.